# Железник (Белград)
Вижте пояснителната страница за други значения на Железник.
Железник (на сръбски: Железник/Železnik) е квартал на Белград в община Чукарица. Население 20 851 жители (2002).
Железник се намира в централната част на общината на около 12 км югозападно от центъра на Белград.

## История
Според някои източници в началото на ХІХ век в селото се заселват български градинари. Към 1964 година сред техните потомци в селото са запазени следи от говора и бита им.